# Honda CBR 600RR
Honda CBR 600RR – sportowy motocykl Hondy produkowany od 2003 roku będący następcą sportowo-turystycznego CBR 600F. 

Motocykl to replika wyścigowego motocykla ("race replica") z MŚ Supersport, które Honda wygrywała nieprzerwanie w latach 2002-2008.

## Generacje CBR 600RR

### PC37 (2003 - 2004)
Pierwsza generacja motocykla, powstałego z doświadczenia z budowania wyścigowego modelu RC211V. Zbudowano nowy silnik, o bardziej zwartej budowie i przede wszystkim zmniejszoną długością co umożliwiło skrócić odległość od siedzenia do główki ramy. Zastosowano nowe lżejsze tłoki z cieńszymi pierścieniami oraz lżejsze korbowody w których nakrętki zastąpiono śrubami. Wprowadzono dźwigniowy układ napinania łańcucha rozrządu, ułatwiającego pracę napinacza rozrządu (który w CBR 600F był piętą achillesową). Wprowadzono układ wtryskowy PGM-DSFI (Dual Sequential Fuel Injection) z podwójnymi wtryskiwaczami. Układ wydechowy efektownie poprowadzono pod siedzeniem podkreślając agresywną sylwetkę, choć obecnie to rozwiązanie jest odwrocie ponieważ pogarsza rozkład masy. Na rynek niemiecki układ wydechowy wyposażono w katalizator HECS3 z sondą lambda w układzie wtryskowym. Wprowadzono nowe rozwiązanie progresywnego zawieszenia tylnego Unit Pro-Link w którym amortyzator nie jest połączony bezpośrednio z ramą. Agresywna stylistyka, niewielka masa, niewielkie rozmiary, sportowa pozycja kierowcy i doskonałe prowadzenie zadecydowało o popularności modelu. 
Model 2004 różni się jedynie malowaniem motocykla.

### PC37 (2005 - 2006)
W 2005 roku dokonano dużego liftingu w którym zmiany objęły wygląd motocykla, lżejszą ramę, przednie zawieszenie typu Upside-Down, poprawione zawieszenie Unit Pro-Link oraz hamulce montowane promieniowo. Poprawiono elastyczność silnika dzięki zwężeniu środkowej części kanału ssącego. Zastosowano lżejszy układ wydechowy.
Model 2006 różni się jedynie malowaniem motocykla.

### PC40 (2007 - 2008)

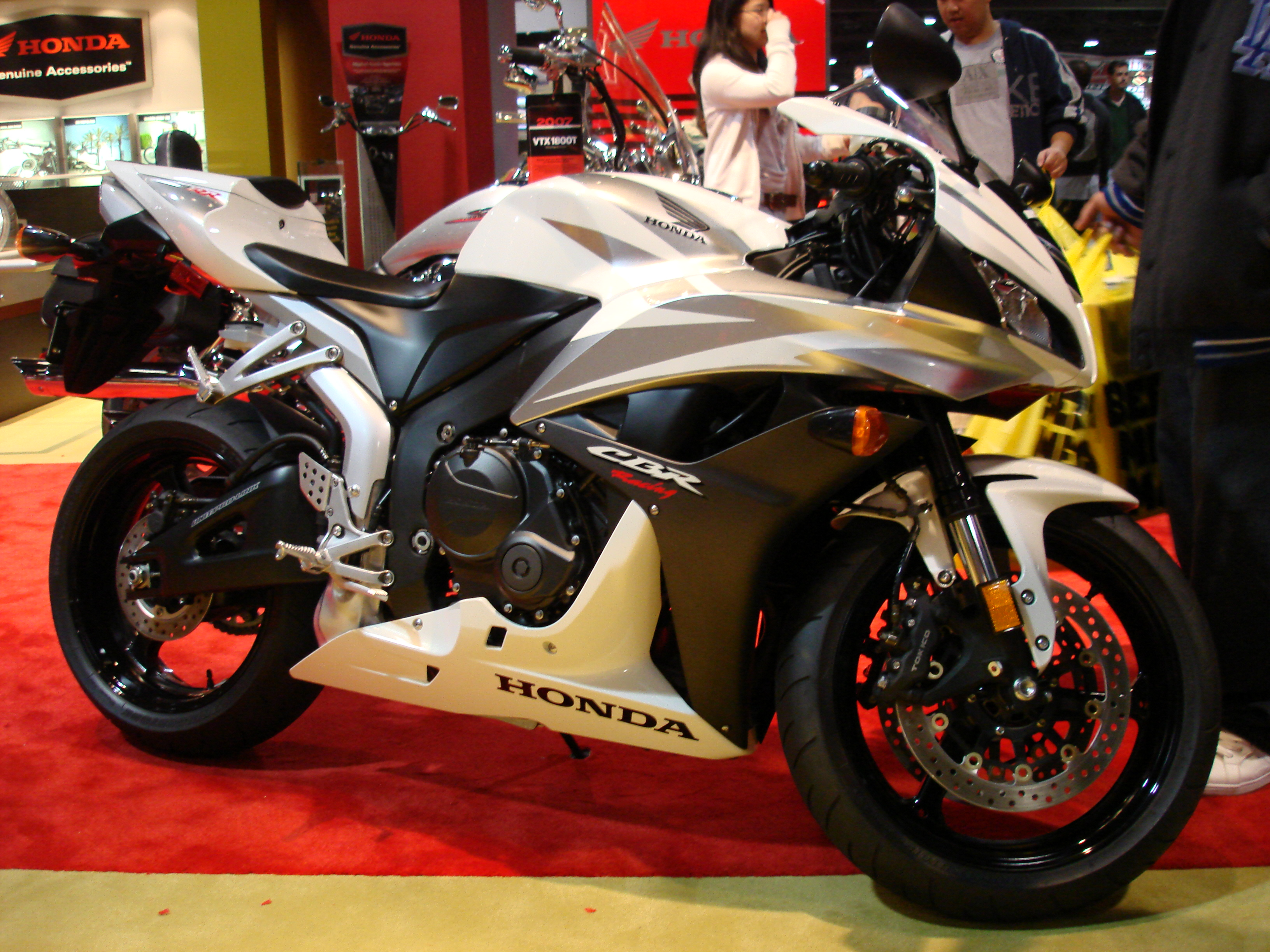
Honda CBR 600RR PC40 z 2007 roku

Kolejna generacja to przede wszystkim jedna z największych redukcji masy motocykla. Łącznie zredukowano 8 kg, w tym jednostkę napędową o 2 kg, ramę o 4,5 kg, podwozie o 1,2 kg i elektronikę o 400 g. Zmiany stylizacyjne objęły boczne owiewki silnika, mniejsze owiewki siedzenia pasażera, przyciemnione przednie reflektory oraz wlot układu Ram Air umieszczony w "nosie" przedniej owiewki. Wprowadzono również nowe malowania motocykla. Nowa, odlewana z wysoką precyzją rama motocykla wykonana jest z czterech dużych odlewów. Szczególną uwagę zwraca odlew główki ramy, która stanowi również wlot układu Ram Air. Nowa rama jest lżejsza o 700 g w porównaniu z poprzednikiem. Silnik również odchudzono. Zastosowano magnezowe pokrywy silnika oraz mniejszy alternator z magnesami neodymowymi. Tłoki pokryto powłoką molibdenową. Zwiększono precyzję działania skrzyni biegów. W układzie wtryskowym zastosowano lżejsze plastikowe przewody paliwowe oraz nowy zawór IACV zapewniający płynniejszą reakcję na otwarcie przepustnic. Zwiększono objętość filtra powietrza o 0.7 l. Wprowadzono czujnik spalania stukowego. Nowy układ wydechowy wyposażono w zawór sterujący przepływem spalin. W zawieszeniu zastosowano elektronicznie sterowany amortyzator skrętu (HESD), pochodzący od modelu CBR 1000RR Fireblade. Zwiększono długość tylnego wahacza. W trosce o komfort podniesiono manetki wyżej o 10 mm.
W modelu 2008 wprowadzono jedynie nowe malowanie motocykla.

### PC40 (2009 - 2011)

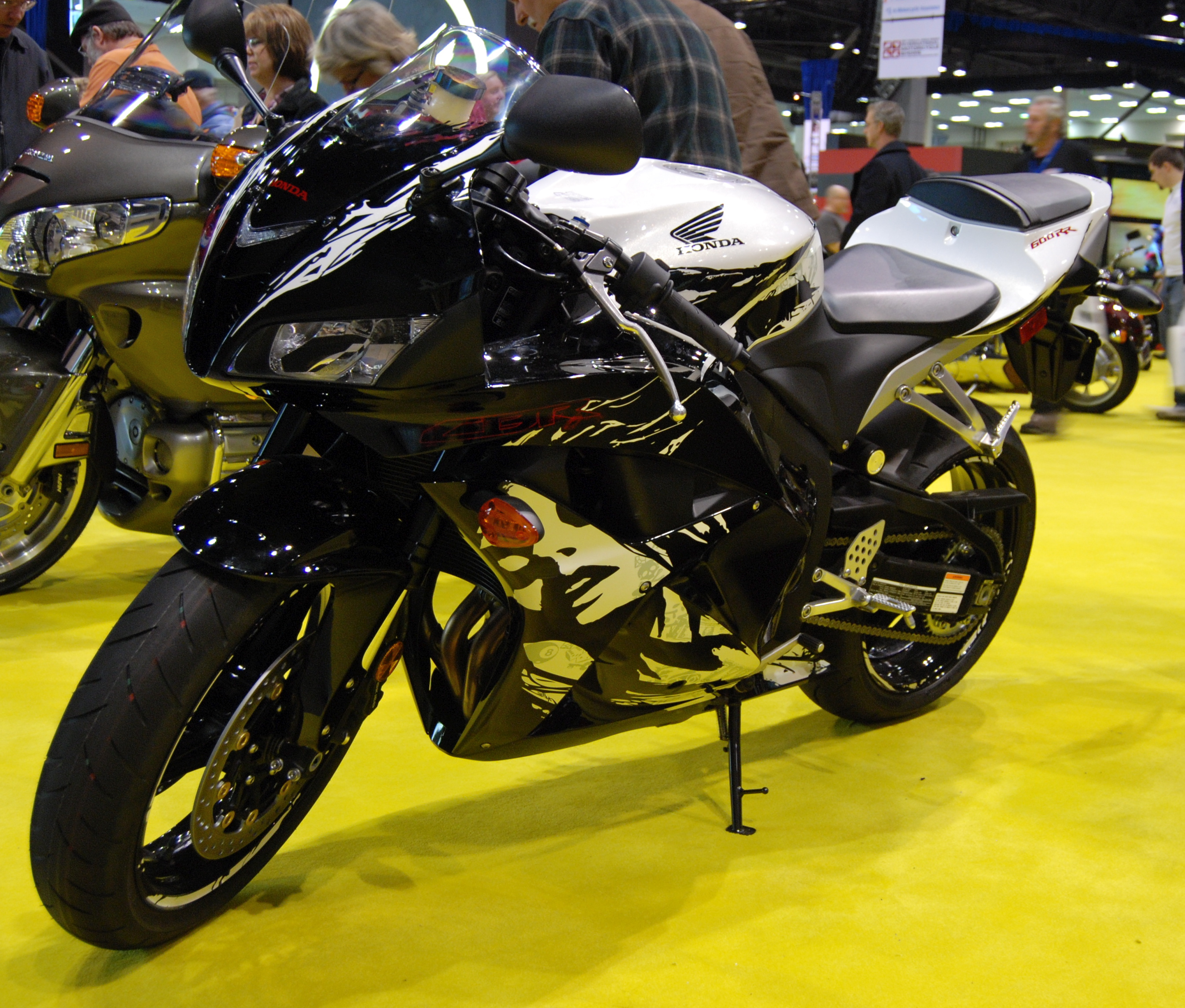
Honda CBR 600RR z 2010 roku

W 2009 roku wprowadzono jako opcję system układu hamulcowego Combined ABS. Zmieniono dolną owiewkę silnika. Wprowadzono nowe malowania motocykla. Poprawiono elastyczność silnika dzięki zmianom w tłokach, głowicy i układzie wydechowym. Tłumik wydechu wykonano z tytanu.
Modele 2010 i 2011 różnią się jedynie malowaniem motocykla.

### (2012)
Jedyną nowością jest malowanie motocykla: biało-czerwone oraz czarne.

### (2013)

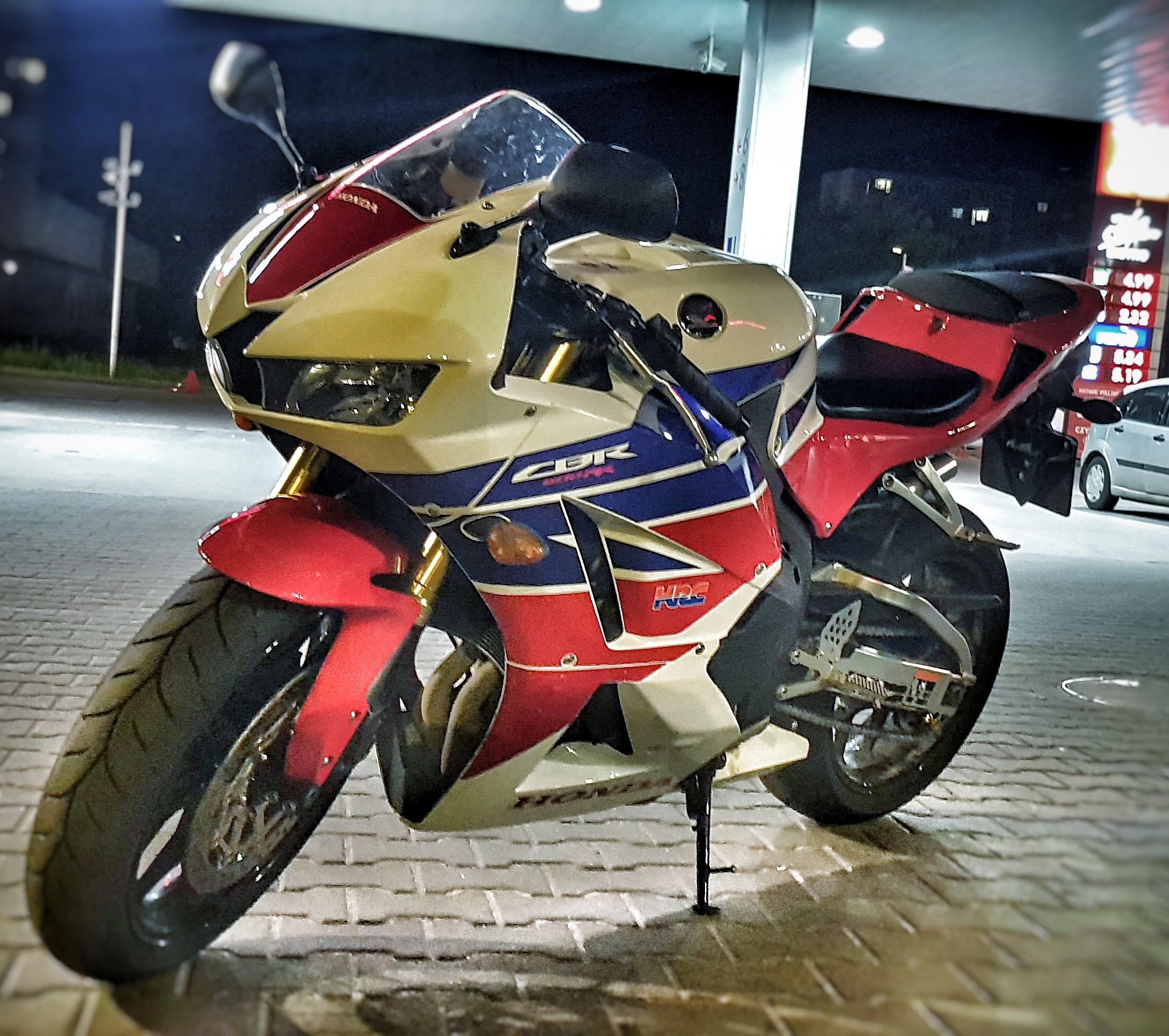
Honda CBR 600RR 2013 HRC

Bez istotnych zmian konstrukcyjnych. Silnik, rama i tylne zawieszenie są praktycznie identyczne, jak w poprzednim modelu. Czterocylindrowa 600cc rozwija 120KM przy 13500 obr./min. Nowością jest z pewnością widelec Big Piston Fork w przednim zawieszeniu oraz nowe, w założeniu lżejsze, koła.
Nowe kształty oznaczają 6,5% mniejszy opór aerodynamiczny z kierowcą siedzącym prosto i 5% z kierowcą złożonym za owiewką. Motocykl jest też lżejszy od poprzednika, jednak tylko o 0,6kg.